# 坎德拉 (加利福尼亞州)
坎德拉（英語：Kandra）是位於美國加利福尼亞州莫多克縣的一個非建制地區。該地的面積和人口皆未知。

## 地理
坎德拉的座標為41°49′34″N 121°24′00″W / 41.82611°N 121.40000°W，而該地的平均海拔高度為1231米（即4039英尺）。